# Slunce, seno, jahody
Slunce, seno, jahody je československá filmová komedie z roku 1984 režiséra Zdeňka Trošky. Snímek byl natočen a situován do malé jihočeské vesnice Hoštice. Vzhledem k úspěchu filmu vznikla další dvě pokračování, Slunce, seno a pár facek v roce 1989 a Slunce, seno, erotika v roce 1991.

## Děj
Všechno začíná v okamžiku, kdy do jihočeské vísky Hoštice přichází student vysoké zemědělské školy Šimon Plánička, aby nastoupil v místním JZD na brigádu. Zároveň chce vyzkoušet v praxi svůj experiment na téma „dojivost krav v závislosti na kultuře prostředí“.
Vedení JZD však nechce o žádném prapodivném pokusu ani slyšet. Proto mladík zkusí štěstí u faráře Otíka, u nějž experiment vyjde a farářova kráva podojí až zázračné množství mléka. Do děje vstupuje Blažena, dcera paní Škopkové, u níž je Šimon ubytován. Ta má za úkol zjistit, jak se věci mají. Všechno však komplikuje žárlivost Blaženina kluka Venci, který si myslí, že Blažena čeká dítě se Šimonem a ne s ním. Navíc se po vesnici roznese, že Šimon je synem předsedy krajské zemědělské správy.

## Obsazení
| Pavel Kikinčuk          | brigádník Šimon Plánička                        |
| Broněk Černý            | instalatér Venca Konopník                       |
| Veronika Kánská         | Blažena Škopková, Vencova dívka                 |
| Petra Pyšová            | servírka Miloslava Ratajová zvaná Miluna        |
| Marie Švecová           | drbna Mařenka Kelišová zvaná Keliška            |
| Helena Růžičková        | ošetřovatelka Mařenka Škopková, Blaženina matka |
| Stanislav Tříska        | Vladimír Škopek, Mařenčin muž                   |
| Erna Červená            | babička Škopkových, Mařenčina matka             |
| Martin Šotola           | Jirka, syn Škopkových                           |
| Miroslav Zounar         | předseda JZD Pepa Rádl                          |
| Jiří Lábus              | živočichář Béďa                                 |
| Pavel Vondruška         | tajemník Mošna                                  |
| Jaroslava Kretschmerová | sekretářka JZD Eva Pilátová zvaná Evík          |
| Luděk Kopřiva           | farář Otík                                      |
| Vlastimila Vlková       | farářova hospodyně Cecilka                      |
| Jiřina Jirásková        | řídící Václavka Hubičková                       |
| Jiří Růžička            | tlustý Josef                                    |
| Marie Pilátová          | ošetřovatelka Vlasta Konopníková                |
| Václav Troška           | Konopník, Vkastin muž                           |

Dále hrají: Vlasta Mészárosová (průvodčí Helenka), Jiří Kostka (děda Zvoníček), Karel Engel (zájemce o mlýn Rudík Sobotka), Hana Čížková (Sobotkova žena), Martin Wolf (závozník Eda), Jiří Janda (hospodský Jaroušek), Jiřina Jelenská (Rádlová, předsedova žena), Oleg Reif (ředitel krajské zemědělské správy Plánička), Alena Karešová (Pláničkova žena), Miloslava Ratajová (sousedka Vachoutová), Marie Sládková (Mošnova žena), Vladimír Chvosta, Michal Kepl, Richard Kepl a Josef Bolard (kamarádi Venci), Marie Soukupová (sousedka Matoušková), Oldřich Smetana (Vlček), Růžena Trošková (sousedka se sádrou), Libuše Fialová, Bedřiška Kelišová, Blažena Votavová a Marie Pikhartová (sousedky), Karel Brázda, František Chalupecký, Miroslav Lukeš, Jan Novotný a Václav Soukup (hudebníci), František Jákl (dubl za Pavla Kikinčuka) a obyvatelé obce Hoštice u Volyně

## Návštěvnost
- Od své premiéry v září 1984 až do 31. prosince 1987 vidělo film v českých kinech v rámci 12 885 představení celkem 2 388 723 diváků.[1]
- Od své premiéry v září 1984 až do 1. října 1993, kdy byl vyřazen z distribuce, vidělo film v českých kinech v rámci 21 067 představení celkem 3 352 398 diváků.[2]